# 諾維爾鎮區 (密歇根州)
諾維爾鎮區（英語：Norvell Township）是位於美國密歇根州傑克遜縣的一個行政鎮區。

## 地方資料
諾維爾鎮區的面積為83.29平方千米，當中陸地面積為76.48平方千米，而水域面積為6.81平方千米。根據2020年美國人口普查的數據，當地共有人口2800人，而人口密度為每平方千米33.62人。